# Caryophyllia lamellifera
Espèce
Statut CITES
Caryophyllia lamellifera est une espèce de coraux appartenant à la famille des Caryophylliidae.